# هولوکاست در آلبانی

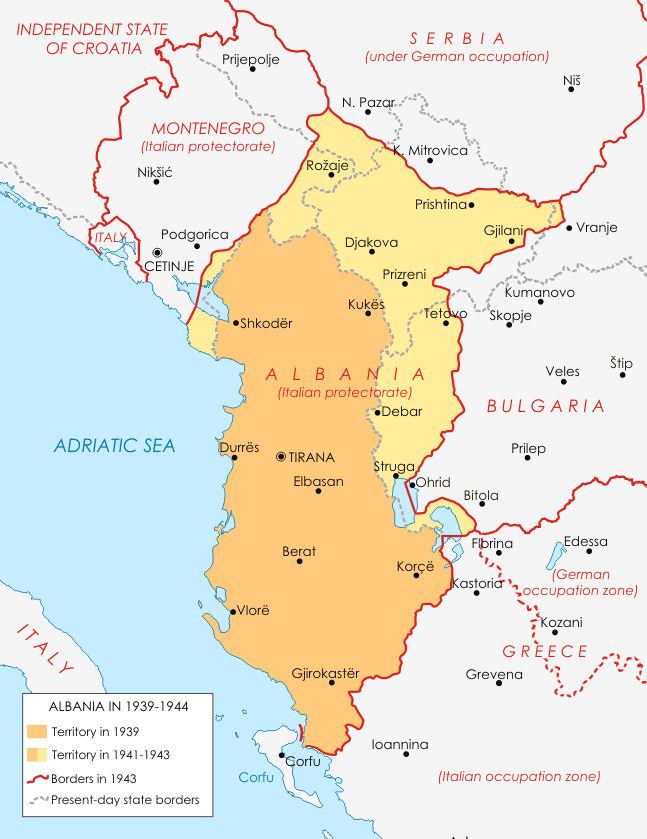
نقشه آلبانی بزرگ در جریان جنگ جهانی دوم. مناطقی که به سود آلبانی اشغال و به خاک آن افزوده شدند به رنگ زرد نشان داده شده‌اند.

هولوکاست در آلبانی به زنجیره ای از جنایت‌ها علیه یهودیان در آلبانی بزرگ گفته می‌شود که توسط آلمانی‌ها، ایتالیایی‌ها، و آلبانی‌تبارهای پشتیبان آن‌ها در هنگام اشغال آلبانی توسط ایتالیا و آلمان و در طی جنگ جهانی دوم پدید آمدند. در جریان جنگ، نزدیک به ۲۰۰۰ یهودی از دیگر مناطق به آلبانی پناه برده بودند. بیشتر این پناهنده‌های یهودی از سوی جمعیت‌های محلی به خوبی مورد استقبال قرار گرفتند، اگرچه آلبانی خود نخست توسط ایتالیای فاشیست و آلمان نازی اشغال شده بود. مردم آلبانی اغلب این پناهندگان یهودی را در دهکده‌های کوهستانی استقرار می‌دادند و تا آن‌ها سپس از راه دریای آدریاتیک به ایتالیا فرار کنند. بعضی یهودیان نیز به نیروهای مقاومت در سراسر آلبانی پیوستند.
بالغ بر ۶۰۰ یهودی در جریان هولوکاست در آلبانی بزرگ کشته شدند، اما تعداد کمی از ایشان از یهودیان بومی آلبانی بودند. به دلیل مهاجرت و تبعید یهودیان به آن کشور در جریان جنگ، جمعیت یهودیان آلبانی پس از جنگ یازده برابر جمعیت ایشان پیش از جنگ، بالغ بر ۱۸۰۰ تن، بود. بیشتر این یهودیان پس از پایان جنگ جهانی به اسرائیل مهاجرت کردند. چند صد نفر نیز تا سقوط کمونیسم در آلبانی ماندند و سپس مهاجرت کردند. اجماع علمی بر روی اینکه چرا میزان بقای یهودیان در آلبانی بزرگ تفاوت چشمگیری با همین میزان در کوزوو داشت وجود ندارد. بعضی پژوهشگران بر اهمیت نقش رفتار شرافتمندانه موسوم به بسا در فرهنگ آلبانیایی تأکید کرده‌اند. تا سال ۲۰۱۸، ۷۵ شهروند آلبانی توسط ید وشم عنوان افتخاری درستکار در میان ملل را دریافت کرده‌اند.

## تاریخچه

### اشغال توسط ایتالیا: ۱۹۳۹ تا ۱۹۴۳

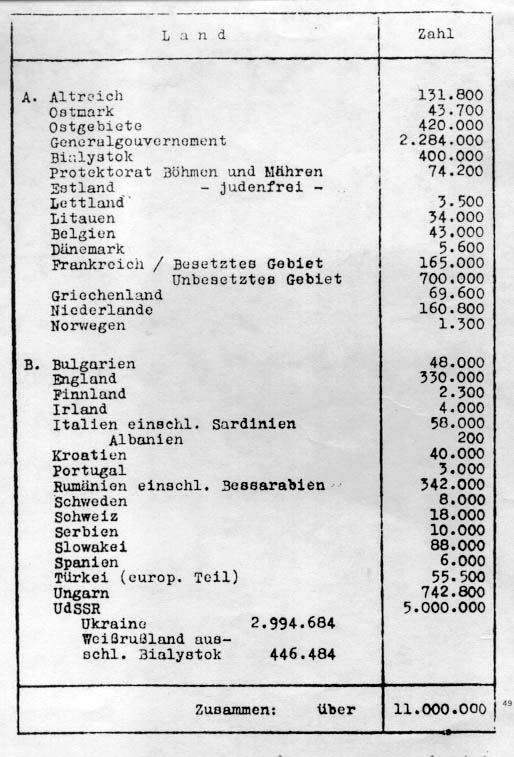
فهرستی از جمعیت یهودیان ساکن اروپا که در کنفرانس وانزه در ژانویه ۱۹۴۲ ارائه شده بود. آلبانی در این فهرست دارای ۲۰۰ یهودی عنوان شده‌است.

پس از حمله آلمان نازی به یوگسلاوی، به جمعیت یهودی ساکن آلبانی بزرگ به دلیل مهاجرت یهودیان مقدونیه و شمال صربستان و همچنین پناهندگان یهودی از آلمان، اتریش، و لهستان افزوده شد. این تازه‌واردان برای فرار از مناطق تحت کنترل آلمان به کوزووی اشغال شده توسط آلبانی و کنترل شده توسط ایتالیا پناه بردند و در شهرهای پریشتینا، پریزرن، و اوروشواس ساکن شدند. در این هنگام، بیش از ۱۰۰۰ پناهنده توسط آنچه به باور آلمانی‌ها کمک سازمانی یهودی برای قاچاق ایشان بود وارد آلبانی شدند. برخورد با این پناهندگان در آلبانی در مقایسه با تعقیب و آزار یهودیان مناطق اشغالی توسط آلمان بسیار بهتر بود، چرا که از دید ایتالیایی‌ها ایشان دارای ارزش اقتصادی بودند و «نماینده منافع ایتالیا در خارج» به‌شمار می‌رفتند. ایتالیایی‌ها اما نزدیک به ۱۵۰ تن یهودی را دستگیر و آن‌ها را به شهر برات فرستادند و اجازه کار به ایشان دادند.
جماعت ساکن آلبانی بسیار پشتیبان پناهندگان یهودی بود. تعداد زیادی از این پناهندگان به بندرگاه‌های دریای آدریاتیک فرستاده شدند تا از آنجا بتوانند به ایتالیا سفر کنند. بعضی دیگر نیز در روستاهای دورافتاده و کوهستانی ساکن شدند، و عده ای دیگر نیز به مقاومت مسلحانه علیه نازی‌ها پیوستند. صدها یهودی توانستند از مقامات آلبانی مدارک جعلی دریافت کنند و به شکل قاچاقی به سلامت وارد آن کشور شوند. در بعضی موارد، یهودیان با این ادعا که دارای تیفوس هستند و نیاز به بیمارستان دارند وارد خاک آلبانی می‌شدند. اما بعدها ایتالیا قوانینی را تصویب کرد تا مهاجرت غیرقانونی یهودیان به آلبانی بزرگ را به کنترل آورده و نیز تمام یهودیان خارجی را از آلبانی اخراج کند. ولی این حقیقت که هیچ یهودی به استناد آن قوانین اخراج نشد گواه بر این است که این قانون‌ها با جدیت به اجرا گذاشته نشدند و مهاجرت یهودیان خارجی به آن کشور ادامه پیدا کرد. اگر یهودیانی در حین گذر از مرز دیده و دستگیر می‌شدند، مقامات آلبانی اغلب آن‌ها را برای یافتن پناهگاه در میان مردم محلی آزاد می‌کردند. در ژانویه ۱۹۴۲، آلمانی‌ها در کنفرانس وانزه در برلین تخمینی ۲۰۰ نفره از یهودیان ساکن آلبانی ارائه دادند. در همین ماه، یهودیان توسط نیروهای ایتالیا در اردوگاهی در پریشتینا توقیف شدند. اگرچه ایشان از اینکه به نیروهای آلمانی تحویل داده شوند ترس داشتند، اما فرمانده اردوگاه به ایشان قول داد که این اتفاق هرگز روی نخواهد داد. در ۱۴ مارس ۱۹۴۲، ایتالیایی‌ها مانع ورود و خروج به اردوگاه شدند و یهودیان آنجا را دستگیر کردند. ۵۱ تن از ایشان به نیروهای آلمانی سپرده شدند. این افراد سپس به اردوگاه کار اجباری سایمیشته در دولت مستقل کرواسی فرستاده و کشته شدند. دیگران نیز به همراه صرب‌ها به اردوگاهی در برات فرستاده شده و تا پایان اشغال کشور توسط ایتالیا در آنجا ماندند. در طی اشغال توسط ایتالیا، نزدیک به ۵۰۰ یهودی در اردوگاه‌هایی در برات، کرویه، و کاوایه توقیف شده بودند.

### اشغال توسط آلمان: ۱۹۴۳ تا ۱۹۴۵
هنگامی که ایتالیا در جریان قرارداد ترک مخاصمه کسیبیل در سپتامبر ۱۹۴۳ به نیروهای متفق تسلیم شد، همه اردوگاه‌های کار اجباری در آلبانی بزرگ برچیده شدند. اندک زمانی پس از آن، آلمانی‌ها به آلبانی حمله کرده و آن را اشغال کردند. بیشتر سربازان ایتالیایی مستقر در آنجا نیز خود را به آلمانی‌ها تسلیم کردند. مقام‌های آلمانی سپس اقدام به پاکسازی همه یهودیان ساکن آلبانی و مناطق دارای جمعیت آلبانیایی
بخش اشغالی یوگسلاوی کردند. جامعه یهودی غرب مقدونیه که تا آن هنگام از گزند اشغال توسط ایتالیا در امان بود نیز مورد هدف قرار گرفت و عده‌ای از یهودیان به اردوگاه‌های کار اجباری فرستاده شدند. دارایی‌های ایشان بعدها توسط چندین سازمان و نیز افراد حقیقی توقیف شد.
آلمانی‌ها کوتاه زمانی پس از اشغال آلبانی اقدام به راه‌اندازی دولت دست‌نشانده خود در آلبانی بزرگ کردند. در ۱۵ سپتامبر، کمیته ملی آلبانی با پشتیبانی آلمان تشکیل شد. در ۳ نوامبر، خافر ابراهیم دوا کوزوو-آلبانیایی که هوادار آلمان و همدست آن بود به عنوان وزیر امور داخله گماشته شد. دوا سپس گروه همدست اتحادیه دوم پریزرن را در کوزوو راه‌اندازی کرد. یهودیان آلبانی که ورود نیروهای آلمانی را پیشبینی می‌کردند از شهرها فرار کردند و در مناطق روستایی ساکن شدند؛ جایی که در آن توسط مردم محلی پشتیبانی و پنهان می‌شدند. بعضی یهودیان نیز به مسیحیت یا اسلام گرویدند اما هویت یهودی خود را نگاه داشتند. در آغاز ۱۹۴۴، آلمانی‌ها برای بار دوم از مقامات آلبانی خواستند تا فهرست کامل یهودیان ساکن در آن کشور را به آن‌ها دهند. در پی این درخواست، دو تن از رهبران یهودیان محلی به پیش نخست‌وزیر گماشتهٔ وقت، مهدی فراشری، رفتند و از او کمک خواستند. فراشری نیز ایشان را به پیش دوا فرستاد، کسی که خود شهرتی در حمایت از یهودیان در عین اعمال خشونت علیه مخالفان سیاسی خود داشت. بنا بر گزارش‌ها، دوا به هیئت یهودی گفت که خود فهرستی از همه یهویان ساکن آلبانی دارد. او اما با دادن این فهرست به آلمان‌ها و نیز درخواست ایشان برای گرد آوردن همه یهودیان کشور در یک نقطه مخالفت کرد. به گفته دوا، این درخواست آلمان‌ها «مداخله در امور داخلی آلبانی» به‌شمار می‌رفت. پس از مدتی، دوا به رهبران جامعه یهودی اطلاع داد که با موفقیت درخواست آلمان را رد کرده‌است. در ژوئن ۱۹۴۴، آلمانی‌ها بار دیگر درخواست کردند تا دولت همدست آلبانی اقدام به تهیه فهرستی از یهودیان کند که با مخالفت مقامات آلبانی روبرو شد.

## یادکردها
- Arad, Yitsḥaḳ; Gutman, Yisrael; Margaliot, Abraham (1999). Documents on the Holocaust: Selected Sources on the Destruction of the Jews of Germany and Austria, Poland, and the Soviet Union. Lincoln, Nebraska: University of Nebraska Press. ISBN 978-0-8032-5937-9.
- Elsie, Robert (2010). Historical Dictionary of Albania. Lanham, Maryland: Scarecrow Press. ISBN 978-0-8108-7380-3.
- Frank, Chaim (2010). "Antisemitism in Yugoslavia".  In Petersen, Hans-Christian; Salzborn, Samuel (eds.). Antisemitism in Eastern Europe: History and Present in Comparison. Bern, Switzerland: Peter Lang. pp. 67–112. ISBN 978-3-631-59828-3.
- Israeli, Raphael (2013). The Death Camps of Croatia: Visions and Revisions, 1941–1945. New Brunswick, New Jersey: Transaction Publishers. ISBN 978-1-4128-4975-3.
- Laqueur, Walter Ze'ev; Baumel, Judith Tydor (2001). The Holocaust Encyclopedia. New Haven, Connecticut: Yale University Press. ISBN 978-0-300-08432-0.
- Mojzes, Paul (2011). Balkan Genocides: Holocaust and Ethnic Cleansing in the 20th Century. Lanham, Maryland: Rowman & Littlefield. ISBN 978-1-4422-0665-6.
- Perez, Daniel (2013). ""Our Conscience is Clean": Albanian Elites and the Memory of the Holocaust in Postsocialist Albania".  In Himka, John-Paul; Michlic, Joanna Beata (eds.). Bringing the Dark Past to Light: The Reception of the Holocaust in Postcommunist Europe. Lincoln, Nebraska: Nebraska University Press. pp. 25–58. ISBN 978-0-8032-4647-8.
- Rodogno, Davide (2006). Fascism's European Empire: Italian Occupation During the Second World War. Cambridge, England: Cambridge University Press. ISBN 978-0-521-84515-1.
- Stafa, Monika (June 2017). "Attitude of Collaborative Governments in Defense of the Jews during the War". Anglisticum Journal. Tirana, Albania: Audiovisual Media Authority. 6 (6): 35–40. ISSN 0742-3330.
- Tomasevich, Jozo (2001). War and Revolution in Yugoslavia, 1941–1945: Occupation and Collaboration. San Francisco, California: Stanford University Press. ISBN 978-0-8047-3615-2.
- Vickers, Miranda (1999). The Albanians: A Modern History. London, England: I.B. Tauris. ISBN 978-1-86064-541-9.